# Estádio Nacional de Ombaka
Das Estádio Nacional de Ombaka ist ein Fußballstadion in der angolanischen Stadt Benguela in der gleichnamigen Provinz im Westen des Landes. Wie die drei anderen Stadien der Fußball-Afrikameisterschaft 2010 war auch dies ein Neubau und bietet 35.000 Zuschauern Platz. Das Erscheinungsbild des Stadions wird durch die zwei hoch aufragenden und überdachten Tribünen längs des Spielfeldes bestimmt. Die Kosten beliefen sich auf 116,8 Mio. US-Dollar. Die Ausstattung der Arena beinhaltet V.I.P.-Logen mit 308 Plätzen; eine Pressetribüne mit 154 Plätzen; 60 behindertengerechte Plätze sowie Parkplätze für 2.600 PKWs und 60 Busse.

## Spiele der Fußball-Afrikameisterschaft 2010 in Benguela
Gruppenspiele:
- 12. Januar 2010:  Ägypten –  Nigeria 3:1 (1:1)
- 12. Januar 2010:  Mosambik –  Benin 2:2 (1:2)
- 16. Januar 2010:  Nigeria –  Benin 1:0 (1:0)
- 16. Januar 2010:  Ägypten –  Mosambik 2:0 (0:0)
- 20. Januar 2010:  Ägypten –  Benin 2:0 (2:0)
- 21. Januar 2010:  Gabun –  Sambia 1:2 (0:1)

Viertelfinale:
- 25. Januar 2010:  Ägypten –  Kamerun 3:1 n. V. (1:1, 1:1)

Halbfinale:
- 28. Januar 2010:  Algerien –  Ägypten 0:4 (0:1)

Spiel um Platz 3:
- 30. Januar 2010:  Nigeria –  Algerien 1:0 (0:0)